# Zenophleps pallescens
Zenophleps pallescens är en fjärilsart som beskrevs av Mcdunnough 1938. Zenophleps pallescens ingår i släktet Zenophleps och familjen mätare. Inga underarter finns listade i Catalogue of Life.